# EA-4352
EA-4352 – organiczny związek chemiczny z grupy amidocyjanofosforanów, paralityczno-drgawkowy bojowy środek trujący z szeregu G, inhibitor acetylocholinoesterazy strukturalnie zbliżony do tabunu. Znajduje się w części A wykazu 1. Konwencji o zakazie broni chemicznej (pod ogólną nazwą „N,N-dialkiloamidocyjanofosforany O-alkilu”).
Jest to bezwonna ciecz wrząca w temperaturze 234 °C o prężności par równej 0,055 mm Hg i lotności 548 mg/m³. Dane toksykologiczne dla tego związku są bardzo ograniczone, jednak na ich podstawie substancja ta wydaje się być tak toksyczna jak sarin.